# Lijst van Amerikaanse ministers van Volkshuisvesting en Stedelijke Ontwikkeling
De minister van Volkshuisvesting en Stedelijke Ontwikkeling (Engels: Secretary of Housing and Urban Development) leidt het ministerie van Volkshuisvesting en Stedelijke Ontwikkeling van de Verenigde Staten.
| Nr.    | Minister van Volkshuisvesting en Stedelijke Ontwikkeling Secretary of Housing and Urban Development | Minister van Volkshuisvesting en Stedelijke Ontwikkeling Secretary of Housing and Urban Development | Minister van Volkshuisvesting en Stedelijke Ontwikkeling Secretary of Housing and Urban Development | Ambtstermijn      | Ambtstermijn      | Partij(en) | President(en)                 | Kabinet(en)  |
| ------ | --------------------------------------------------------------------------------------------------- | --------------------------------------------------------------------------------------------------- | --------------------------------------------------------------------------------------------------- | ----------------- | ----------------- | ---------- | ----------------------------- | ------------ |
| 1      | | Robert Weaver                                                                                       | Robert Weaver (1907–1997)                                                                           | 18 januari 1966   | 18 december 1968  | D          | Lyndon B. Johnson (1963–1969) | L.B. Johnson |
| Vacant | | | |                   |                   |            | Lyndon B. Johnson (1963–1969) | L.B. Johnson |
| 2      | | Robert Wood                                                                                         | Robert Wood (1923–2005)                                                                             | 8 januari 1969    | 20 januari 1969   | D          | Lyndon B. Johnson (1963–1969) | L.B. Johnson |
| 3      | | George Romney                                                                                       | George Romney (1907–1995)                                                                           | 20 januari 1969   | 20 januari 1973   | R          | Richard Nixon (1969–1974)     | Nixon        |
| Vacant | | | |                   |                   |            | Richard Nixon (1969–1974)     | Nixon        |
| 4      | | James Lynn                                                                                          | James Lynn (1927–2010)                                                                              | 2 februari 1973   | 5 februari 1975   | R          | Richard Nixon (1969–1974)     | Nixon        |
| 4      | | James Lynn                                                                                          | James Lynn (1927–2010)                                                                              | 2 februari 1973   | 5 februari 1975   | R          | Gerald Ford (1974–1977)       | Ford         |
| Vacant | | | |                   |                   |            | Gerald Ford (1974–1977)       | Ford         |
| 5      | | Carla Anderson Hills                                                                                | Carla Anderson Hills (1934)                                                                         | 10 maart 1975     | 20 januari 1977   | R          | Gerald Ford (1974–1977)       | Ford         |
| 6      | | Patricia Roberts Harris                                                                             | Patricia Roberts Harris (1924–1985)                                                                 | 20 januari 1977   | 10 september 1979 | D          | Jimmy Carter (1977–1981)      | Carter       |
| Vacant | | | |                   |                   |            | Jimmy Carter (1977–1981)      | Carter       |
| 7      | | Moon Landrieu                                                                                       | Moon Landrieu (1930–2022)                                                                           | 24 september 1979 | 20 januari 1981   | D          | Jimmy Carter (1977–1981)      | Carter       |
| 8      | | Samuel Pierce                                                                                       | Samuel Pierce (1922–2000)                                                                           | 20 januari 1981   | 20 januari 1989   | R          | Ronald Reagan (1981–1989)     | Reagan       |
| [ 4 ]  | | | Michael Dorsey (1943)                                                                               | 20 januari 1989   | 13 februari 1989  | R          | George H.W. Bush (1989–1993)  | G.H.W. Bush  |
| 9      | | Jack Kemp                                                                                           | Jack Kemp (1935–2009)                                                                               | 13 februari 1989  | 20 januari 1993   | R          | George H.W. Bush (1989–1993)  | G.H.W. Bush  |
| 10     | | Henry Cisneros                                                                                      | Henry Cisneros (1947)                                                                               | 20 januari 1993   | 20 januari 1997   | D          | Bill Clinton (1993–2001)      | Clinton      |
| Vacant | | | |                   |                   |            | Bill Clinton (1993–2001)      | Clinton      |
| 11     | | Andrew Cuomo                                                                                        | Andrew Cuomo (1957)                                                                                 | 28 januari 1997   | 20 januari 2001   | D          | Bill Clinton (1993–2001)      | Clinton      |
| [ 4 ]  | | William Apgar                                                                                       | William Apgar (1936)                                                                                | 20 januari 2001   | 24 januari 2001   | D          | George W. Bush (2001–2009)    | G.W. Bush    |
| 12     | | Mel Martinez                                                                                        | Mel Martinez (1946)                                                                                 | 24 januari 2001   | 14 augustus 2004  | R          | George W. Bush (2001–2009)    | G.W. Bush    |
| [ 4 ]  | | Alphonso Jackson                                                                                    | Alphonso Jackson (1945)                                                                             | 14 augustus 2004  | 1 september 2004  | R          | George W. Bush (2001–2009)    | G.W. Bush    |
| 13     | 1 september 2004                                                                                    | Alphonso Jackson                                                                                    | Alphonso Jackson (1945)                                                                             | 18 april 2008     |                   | R          | George W. Bush (2001–2009)    | G.W. Bush    |
| [ 4 ]  | | Roy Bernardi                                                                                        | Roy Bernardi (1943)                                                                                 | 18 april 2008     | 4 juni 2008       | R          | George W. Bush (2001–2009)    | G.W. Bush    |
| 14     | | Steve Preston                                                                                       | Steve Preston (1960)                                                                                | 4 juni 2008       | 20 januari 2009   | R          | George W. Bush (2001–2009)    | G.W. Bush    |
| [ 4 ]  | | Brian Montgomery                                                                                    | Brian Montgomery (1956)                                                                             | 20 januari 2009   | 26 januari 2009   | R          | Barack Obama (2009–2017)      | Obama        |
| 15     | | Shaun Donovan                                                                                       | Shaun Donovan (1966)                                                                                | 26 januari 2009   | 28 juli 2014      | D          | Barack Obama (2009–2017)      | Obama        |
| 16     | | Julián Castro                                                                                       | Julián Castro (1974)                                                                                | 28 juli 2014      | 20 januari 2017   | D          | Barack Obama (2009–2017)      | Obama        |
| [ 4 ]  | | Craig Clemmensen                                                                                    | Craig Clemmensen (1959)                                                                             | 20 januari 2017   | 2 maart 2017      | O          | Donald Trump (2017–2021)      | Trump I      |
| 17     | | Ben Carson                                                                                          | Ben Carson (1951)                                                                                   | 2 maart 2017      | 20 januari 2021   | R          | Donald Trump (2017–2021)      | Trump I      |
| [ 4 ]  | | Matt Ammon                                                                                          | Matt Ammon                                                                                          | 20 januari 2021   | 10 maart 2021     | O          | Joe Biden (2021–2025)         | Biden        |
| 18     | | Marcia Fudge                                                                                        | Marcia Fudge (1952)                                                                                 | 10 maart 2021     | 22 maart 2024     | D          | Joe Biden (2021–2025)         | Biden        |
| [ 4 ]  | | Adrianne Todman                                                                                     | Adrianne Todman                                                                                     | 22 maart 2024     | 20 januari 2025   | D          | Joe Biden (2021–2025)         | Biden        |
| [ 4 ]  | | Matt Ammon                                                                                          | Matt Ammon                                                                                          | 20 januari 2025   | 5 februari 2025   | O          | Donald Trump (2025–heden)     | Trump II     |
| 19     | | Eric Turner                                                                                         | Scott Turner (1972)                                                                                 | 5 februari 2025   | heden             | R          | Donald Trump (2025–heden)     | Trump II     |